# Rheumaptera nordstromi
Rheumaptera nordstromi là một loài bướm đêm trong họ Geometridae.